# زاراتیت
زاراتیت  (به انگلیسی: Zaratite) با فرمول شیمیایی Ni3[(OH)4 - CO3].4H2O از مجموعه کانی هاست و یک نام اسپانیایی است. NiO:۵۹٫۵۶٪  CO۲:۱۱٫۷۰٪  H2O:۲۸٫۷۴٪  برای اولین بار در آمریکا کشف شد و از نظر شکل بلور: منشوری، رنگ: سبز زمردی، شفافیت: شفاف - نیمه شفاف، جلا: شیشه ای، رخ: ناشناخته، سیستم تبلور: مکعبی و در رده‌بندی کربنات است  و منشأ تشکیل آن هیپرژن است.
همایند کانی‌شناسی (پارانژ) آن - بروسیت- میلریت- سرپانتین و... است
، از نظر ژیزمان لایه‌ای - پودری - توده‌ای کمیاب است و بیشتر در اطریش، اسپانیا، استرالیا و آمریکا یافت می‌شود.